# Jerzy Sierak
Jerzy Sierak (ur. 9 grudnia 1955 w Nadarzynie) – polski samorządowiec, prezydent Pruszkowa (1992–1995), przewodniczący rady miejskiej (2006–2009).

## Życiorys
Ukończył (w trybie wieczorowym) naukę w Liceum Ogólnokształcącym im. Tadeusza Kościuszki w Pruszkowie oraz na Wydziale Nauk Ekonomicznych Uniwersytetu Warszawskiego. Pracował jako kierownik produkcji i zarządzania w zakładach „Polleny” w Helenowie. Pełnił funkcję wiceprzewodniczącego oddziału NSZZ „Solidarność” w Pruszkowie.
W 1991 został wysunięty jako kandydat w wyborach parlamentarnych z ramienia NSZZ „Solidarność”, jednak ostatecznie nie kandydował. W 1994 został wybrany na radnego Pruszkowa. Od 1992 do 1995 sprawował funkcję prezydenta Pruszkowa. Po odejściu z urzędu był m.in. zastępcą wójta gminy Michałowice.
W wyborach samorządowych 2002 i 2006 uzyskiwał mandat radnego z ramienia Platformy Obywatelskiej. W 2006 bez powodzenia ubiegał się również o ponowny wybór na urząd prezydenta miasta. W latach 2006–2009 sprawował funkcję przewodniczącego rady miejskiej. Objął też stanowisko sekretarza powiatu pruszkowskiego.